# Barão de Faro
O título de Barão de Faro foi criado por D. Maria II, por decreto em 15 de Dezembro de 1833, a favor de Diocleciano Leão de Brito Cabreira, 1.º Barão de Faro.